# Erziehungskompanie
Die Erziehungskompanie war neben der Strafkompanie eine Strafeinheit im Stammlager des KZ Auschwitz, die im Mai 1941 gebildet wurde und nur vier Monate bestand. Anfangs war die Erziehungskompanie im Block 10 untergebracht und bald darauf im Block 11. Als Kennzeichen auf der KZ-Häftlingskleidung musste der Winkel von den Häftlingen der Erziehungskompanie nach oben zeigend angenäht werden. Im Gegensatz zur Strafkompanie wurden in die Erziehungskompanie Häftlinge eingewiesen, die weniger schwere „Vergehen“ begangen hatten (beispielsweise „unvorschriftsmäßiges Grüßen“ oder „Hände in den Taschen“). Als Funktionshäftling führte unter anderem Emil Bednarek die Erziehungskompanie.